# بوگوریا (لهستان)
بوگوریا (به لهستانی:  Bogoria) یک روستا در لهستان است که در گمینا بوگوریا واقع شده‌است. بوگوریا ۲۵۳ متر بالاتر از سطح دریا واقع شده‌است.